# کژشچوو
کژشچوو (به لهستانی:  Krzyszczewo) یک روستا در لهستان است که در گمینا گنگزنو واقع شده‌است.